# Shoot Many Robots
Shoot Many Robots est un jeu vidéo édité par Ubisoft et développé par Demiurge Studios. Il est sorti uniquement en en téléchargement le 14 mars 2012 sur Xbox 360 et PlayStation 3, le 6 avril 2012 sur PC et le 20 mars 2013 sur Android.
Ce jeu est un run and gun car il consiste essentiellement à courir et éliminer ces cibles. Shoot Many Robots met le joueur dans la peau d'un pauvre soldat face à des hordes de robots.

## Histoire
Le joueur incarne un homme sillonnant le pays dans le seul et unique but de se venger des robots qui ont explosé sa voiture. L'histoire est racontée de façon parodique tout en ridiculisant le personnage principal.

## Système de jeu
Le but est simple car il consiste à enchainer des combos en tuant un maximum de robots. Diverses armes sont proposés dans l'arsenal du jeu avec différentes capacités techniques et elles se débloquent grâce aux boulons récoltés durant les phases de jeu ou en les achetant dans la boutique du jeu.
Quant au gameplay, il se fait par l'utilisation du stick gauche qui permet de se déplacer mais aussi de viser. Ce système renforce l'intensité des affrontements mais aussi l'aspect convivial.
Le joueur s'expose à un joli défouloir où l'on extermine un maximum de robots en gardant son combo afin d'afficher le meilleur score possible. On peut également fabriquer différents objets consommables à l'aide des boulons. Il offre également un mode de jeu en coopération en ligne.

## Critique
Shoot Many Robots reçut des critiques globalement correctes car on reproche principalement au jeu d'offrir une prise en main qui manque de précision et d'intensité.